# Довжоцька сільська громада
Довжоцька сільська об'єднана територіальна громада — колишня об'єднана територіальна громада в Україні, в Кам'янець-Подільському районі Хмельницької області. Адміністративний центр — село Довжок.
Утворена 14 квітня 2020 року шляхом об'єднання Довжоцької, Заліської, Зіньковецької, Кадиївської та Рихтівської сільських рад Кам'янець-Подільського району.
12 червня 2020 року Кабінетом Міністрів України були затверджені території та центри громад Хмельницької області, Довжоцька громада до переліку громад не потрапила, таким чином вона фактично була ліквідована. Довжоцька, Зіньковецька та Рихтівська сільські ради включені до Кам'янець-Подільської ОТГ, а Заліська та Кадиївська — до Орининської ОТГ

## Населені пункти
До складу громади входять 9 сіл: Довжок, Залісся Перше, Зіньківці, Кадиївці, Лісківці, Нагоряни, Параївка, Рихта та Суржа.